# Sky Ladder: The Art of Cai Guo-Qiang
Sky Ladder: The Art of Cai Guo-Qiang (Una escalera al cielo en España y Escalera al cielo: El arte de Cai Guo-Qiang en Hispanoamérica) es una película documental de 2016 dirigida por Kevin Macdonald sobre la vida y trabajo de Cai Guo-Qiang conocido por su obra de arte con la ayuda de la pólvora. La película fue lanzada por Netflix el 14 de octubre de 2016..

## Sinopsis
La historia se cuenta tanto a través de las propias palabras de Cai Guo-Qiang, como de familiares, amigos y observadores de su oficio, que abarca desde la infancia del artista en la China de Mao que acaba de comenzar, hasta la actualidad, las representaciones artísticas públicas altamente publicitadas en una escala global.

## Reparto
- Ian Buruma
- Guo-Qiang Cai
- Wen-Te Cai
- Wenhao Cai
- Ben Davis
- Jeffrey Deitch
- Phil Grucci
- Thomas Krens
- Tatsumi Masatoshi
- Orville Schell
- Jennifer Wen Ma
- Hong Hong Wu
- Yimou Zhang